# IC 3148
IC 3148 — галактика типу SBd () у сузір'ї Діва.
Цей об'єкт міститься в оригінальній редакції індексного каталогу.